# Черниговская (Иркутская область)
Черни́говская — деревня в Боханском районе Иркутской области России. Входит в состав муниципального образования Казачье.

## География
Деревня находится на расстоянии 28 км к северо-западу от посёлка Бохан, административного центра района.

## Население
| 2002 | 2010 | 2011 | 2012 |
| ---- | ---- | ---- | ---- |
| 109  | ↘62  | →62  | ↘59  |

### Половой состав
По данным Всероссийской переписи, в 2010 году в деревне проживали 62 человека (33 мужчины и 29 женщин).